# نموذج المراجحة

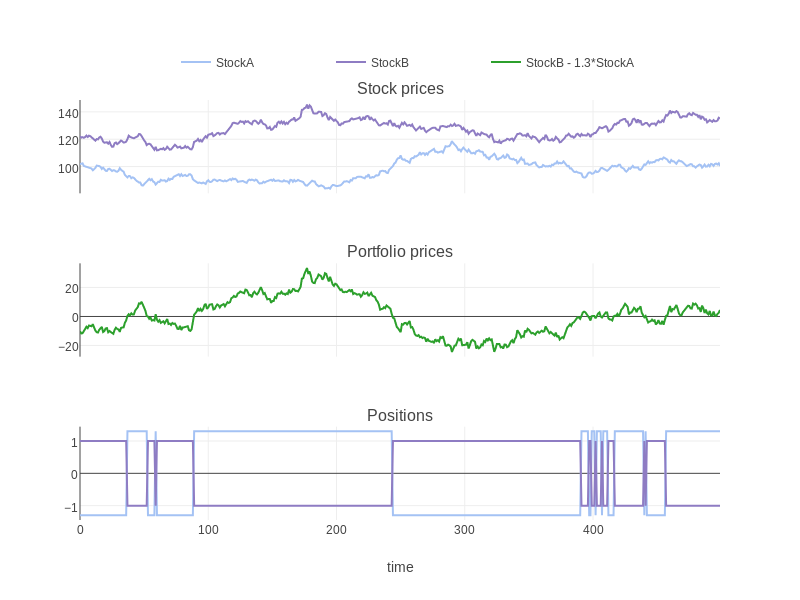

المراجحة أو التحكيم (بالإنجليزية: Arbitrage)‏ هو مصطلح اقتصادي مبني على نظرية توازنية تحكم العلاقة بين عوائد الأوراق المالية والمتغيرات المؤثرة على العائد، حيث أن النموذج لا يزودنا بعوامل محددة وإنما تختلف العوامل باختلاف المحللين والمستثمرين، حيث انه يتم إعطاء وزن لكل عامل يعكس حساسية الورقة المالية لهذا العامل ويرجع ذلك لتقدير الشخص لحجم المخاطر.

## في سوق العملات
ويقصد بها شراء العملات في مكان ما تكون فيه رخيصة وبيعها في مكان آخر يكون سعرها فيه أعلى يهدف تحقيق الربح ومثال ذلك إذا كان سعر الين الياباني في نيويورك وبيعه في لندن وتسمى مثل هذه المعاملات بالتحكيم بالصرف
الأجنبي غير أن هذه العملية سرعان ما تؤدي إلى تحقيق التوازن بين أسعار الصرف في الأسواق المالية العالمية في ظل الحرية التامة، في تحويل العملات المختلفة داخل تلك الأسواق والتطور الهائل في وسائل الاتصال ونقل المعلومات في ما بين هذه المراكز المالية عالميا.
والمراجحة لا تلغي إمكانية تغير السعر وإنما تساعد في توحيد السعر بجميع أسواق الصرف الدولية، ومن مميزاتها أنها لا تحتوي عل مخاطر، لأن أسعار الصرف تكون معلنة ومعروفة من طرف المتعاملين وتهتم بالاستفادة من التباين في سعر العملة في أسواق متعددة عند نقطة زمنية واحدة .
طبقا لنظرية المراجحة فان الأوراق المالية التي تتعرض لنفس العوامل تتساوى في عوائدها وهذا ما يسمى بالسعر الواحد، أما إذا لم يحدث ذلك يبدأ المراجحين عملهم حتى تختفي المراجحة المربحة بين الأوراق المالية حيث يصبح عائد الورقة المالية مساوي للعائد الخالي من المخاطر، بالإضافة إلى علاوة مخاطر تعوض عن المخاطر المصاحبة للعوامل المؤثرة على الأوراق المالية